# Gabriel Knight 3: Blood of the Sacred, Blood of the Damned
Gabriel Knight 3: Blood of the Sacred, Blood of the Damned (Габріель Найт 3: Кров Святих, Кров Проклятих) — третя і на сьогоднішній день заключна пригодницька гра з серії Gabriel Knight, випущена компанією Sierra Online. Як і дві інші частини, гра була розроблена геймдизайнером і письменницею Джейн Дженсен. На відміну від попередніх частин серіалу, цього разу саундтрек був написаний Девідом Генрі, що розвинув оригінальні теми постійного автора музики до ігор серії Роберта Холмса. Головного героя — приватного детектива і борця з надприродним злом Габріеля Найта — знову, як і в дебютної частини серіалу, озвучує англійський актор Тім Каррі. На ролі інших постійних персонажів трилогії — Грейс і Детектива Мозлі — були запрошені нові виконавці. Гра вийшла у 1999 році і була перевидана у складі збірки ігор від Sierra Best Seller Series у 2001.

## Сюжет
Габріель Найт походить з роду Schattenjägers ("Мисливців на тіні"), місія яких полягає в боротьбі з різними паранормальними персонажами. Як детально описано в графічному романі Gabriel Knight 3, який можна придбати як у друкованому вигляді, так і відсканований на ігровому компакт-диску, Гейба і Грейс запрошують до маєтку принца Джеймса Олбанського, який є нащадком дому Стюартів, монархів Шотландії у вигнанні. Він розповідає, що його родину переслідують химерні істоти, схожі на вампірів, яких називають Нічними Відвідувачами. Принц Джеймс просить Гавриїла захистити його маленького сина Чарлі від Нічних Відвідувачів. Однак під час охорони дитини Грейс таємниче засинає, а Гейб паралізований і змушений спостерігати, як до кімнати заходить тіньова постать і забирає дитину. Ґабріель переслідує викрадачів до потяга, де його вибиває з колії.
Вступний ролик гри починається з того моменту, коли Гейб прокидається і чує, як один з викрадачів каже "Сан Гріл". Ґабріель опиняється в Куїзі, на півдні Франції, і таксі відвозить його до Ренн-ле-Шато, де він заселяється в готель і починає складати таємницю докупи.

## Ігровий процес
У грі використовується класичний інтерфейс "наведи і клацни". Командна панель з'являється щоразу, коли гравець клацає на виділеному об'єкті лівою клавішею миші. У грі не використовується фіксований кут нахилу камери, натомість гравець має повний контроль над кутом нахилу камери, за винятком діалогів та заданих послідовностей. Щоразу, коли камера знаходиться на потрібній відстані, персонаж гравця телепортується за камеру, що дозволяє гравцеві просуватися вперед без зайвого очікування.
У грі також використовується система балів. Кількість балів показує, яку частину сюжету гри гравець розкрив. Певні події, необхідні для завершення гри, приносять гравцеві бали, так само як і дії, які не є обов'язковими для завершення гри. Однак, якщо гравець бажає дізнатися мотиви інших персонажів, він повинен виконати ряд додаткових дій, що спонукає гравців спробувати ще раз, щоб отримати кращі бали і більше дізнатися з історії гри. Однак, за завершення гри з повним рахунком не передбачено жодної винагороди.